# Бабика, Шави
Шави́ Варре́н Бабика́ (фр. Shavy Warren Babicka; род. 1 июня 2000, Либревиль) — габонский футболист, нападающий клуба «Тулуза» и национальной сборной Габона.

## Карьера

### «Арис» Лимасол
Начинал профессиональную футбольную карьеру в габонском клубе «Мангаспорт», откуда позже перешёл в руандийский клуб «Кийову Спортс». Однако вскоре футболист вернулся в габонский чемпионат, только уже в клуб «Мунана». В 2021 году футболист привлёк внимание таких восточноевропейских клубов как московское ЦСКА, «Сочи», белорусский БАТЭ и болгарский «Левски». В августе 2021 года перешёл в лимасольский «Арис». Дебютировал за клуб 22 августа 2021 года в матче против «Олимпиакоса». Дебютными голами за клуб отличился 12 декабря 2021 года в матче против «Аполлона», записав на свой счёт дубль. В дебютном сезоне отличился 3 голами и 3 результативными передачами, впоследствии стал номинированным на звание лучшего нападающего кипрского чемпионата. Дебютный матч за клуб в рамках Лиги конференций УЕФА сыграл 28 июля 2022 года против азербайджанского «Нефтчи». Первый матч в сезоне в рамках чемпионата футболист сыграл 28 августа 2022 года против клуба АЕЛ, забив победный гол. В следующем матче 2 сентября 2022 года против «Олимпиакоса» отличился дублем. По итогу сезона досрочно стал победителем кипрского чемпионата. За сезон футболист отличился 8 забитыми голами и 8 результативными передачами, став одним из лучшим бомбардиров клуба.
Новый сезон футболист начал с победы за Суперкубок Кипра, где 21 июля 2023 года победили никосийскую «Омонию». В июле 2023 года футболист вместе с клубом отправился на квалификационные матчи Лиги чемпионов УЕФА. Первый матч в рамках еврокубкового турнира сыграл 26 июля 2023 года против белорусского клуба БАТЭ. В ответном матче 1 августа 2023 года футболист отличился забитым голом в ворота борисовского БАТЭ и вместе с клубом вышел в третий квалификационный раунд. В рамках третьего квалификационного раунда футболист вместе с клубом по сумме матчей уступил польскому «Ракуву» и вылетел в раунд плей-офф Лига Европы УЕФА. Первый матч в чемпионате сыграл 28 августа 2023 года против клуба «Докса», выйдя на поле в стартовом составе. Вместе с клубом вышел в групповой этап Лиги Европы УЕФА, победив в квалификационном раунде плей-офф словацкий «Слован». Первый гол в чемпионате за клуб забил 3 сентября 2023 года против клуба АЕЗ. Первый матч в рамках группового этапа Лиги Европы УЕФА сыграл 21 сентября 2023 года против чешской «Спарты», также отличившись забитым голом. По итогу группового этапа Лиги Европы УЕФА футболист вместе с клубом занял итоговое последнее место и завершил своё выступление на еврокубковом турнире.

### «Тулуза»
В январе 2024 года футболист перешёл в французскую «Тулузу» за сумму в 2,75 миллиона евро. Вскоре футболист был официально представлен в французском клубе, с которым подписал контракт до конца июня 2027 года. Дебютировал за клуб футболист 21 января 2024 года в матче Кубка Франции против клуба «Руан», выйдя на замену на 75 минуте. Дебютный матч в чемпионате футболист сыграл 28 января 2024 года против «Ланса», выйдя на поле в стартовом составе. Дебютный гол за клуб футболист забил 4 февраля 2024 года в матче против клуба «Реймс». В феврале 2024 года футболист вместе с клубом отправился на матчи раунда плей-офф Лиги Европы УЕФА, где по сумме матчей уступили лиссабонской «Бенфике» и завершили выступление на турнире. На протяжении сезона футболист выступал за французский клуб преимущественно выходя на замену со скамейки запасных, отличившись своим единственным забитым голом. По итогу сезона футболист вместе с клубом завершил чемпионат на итоговом одиннадцатом месте. 
Новый сезон футболист начал 25 августа 2024 года с матча против клуба «Ницца», выйдя на замену на 65 минуте и отличившись также забитым голом. Также футболист в последующих матчах против клубов «Олимпик Марсель» и «Гавр» отличился по забитому голу каждому. Однако затем результативность футболиста снизилась. Своим следующим забитым голом за клуб футболист отличился лишь 13 декабря 2024 года в матче против клуба «Сент-Этьен». По итогу сезона футболист вместе с клубом завершил чемпионат на итоговом десятом месте в турнирной таблице. На протяжении сезона футболист выступал за клуб в роли одного из основных игроков, чередуя матчи в стартовом составе и со скамейки запасных, успев отличиться 4 забитыми голами и 2 результативными передачами. В скором времени появилась информация, что футболист попал на радар белградской «Црвена звезде».

## Международная карьера
В мае 2022 года получил вызов в национальную сборную Габона. Дебютировал за сборную 4 июня 2022 года в матче против Демократической Республики Конго, также забив свой дебютный гол, который принёс победу.

## Достижения
«Мангаспорт»
- Чемпион Габона: 2017/18

«Арис» Лимасол
- Чемпион Кипра: 2022/23
- Обладатель Суперкубка Кипра: 2023